# Klanxbüll
Klanxbüll (en danois: Klangsbøl; en frison septentrional: Klangsbel) est une municipalité allemande située dans le land du Schleswig-Holstein et dans l'arrondissement de Frise-du-Nord. En 2015, sa population est de 983 habitants.